# Therasiella celinde
Therasiella celinde är en snäckart som först beskrevs av Gray 1850.  Therasiella celinde ingår i släktet Therasiella och familjen Charopidae. Inga underarter finns listade i Catalogue of Life.